# Hesperolinon spergulinum
Hesperolinon spergulinum är en linväxtart som först beskrevs av Samuel Frederick Gray, och fick sitt nu gällande namn av John Kunkel Small. Hesperolinon spergulinum ingår i släktet Hesperolinon och familjen linväxter. Inga underarter finns listade i Catalogue of Life.